# ویژه‌بودن زیستی
ویژه‌بودن زیستی (به انگلیسی: Biological specifity)، تمایل یک ویژگی مانند یک رفتار یا یک تنوع بیوشیمیایی برای رخ دادن در یک گونه خاص است.
گونهٔ انسان خردمند دارای ویژگی‌های بسیاری است که ویژگی‌های زیستی را در قالب رفتار و ویژگی‌های ریخت‌شناسی نشان می‌دهد.